# ألونسو غونزاليس كالديرون
ألونسو غونزاليس كالديرون (بالإسبانية: Alonso Gonzalez Calderón)‏ هو سياسي بيروفي، ولد في 1600 في سانتاندير في إسبانيا، وتوفي في 1696 في سانتا في في الأرجنتين.